# Middle River (Minnesota)
Middle River és una població dels Estats Units a l'estat de Minnesota. Segons el cens del 2000 tenia 319 habitants.

## Demografia
Segons el cens del 2000, Middle River tenia 319 habitants, 152 habitatges, i 76 famílies. La densitat de població era de 246,3 habitants per km².
Dels 152 habitatges en un 23% hi vivien nens de menys de 18 anys, en un 36,8% hi vivien parelles casades, en un 9,2% dones solteres, i en un 50% no eren unitats familiars. En el 45,4% dels habitatges hi vivien persones soles el 22,4% de les quals corresponia a persones de 65 anys o més que vivien soles. El nombre mitjà de persones vivint en cada habitatge era de 2,1 i el nombre mitjà de persones que vivien en cada família era de 2,88.
Per edats la població es repartia de la següent manera: un 23,5% tenia menys de 18 anys, un 7,5% entre 18 i 24, un 27% entre 25 i 44, un 23,5% de 45 a 60 i un 18,5% 65 anys o més.
L'edat mediana era de 38 anys. Per cada 100 dones de 18 o més anys hi havia 89,1 homes.
La renda mediana per habitatge era de 23.929 $ i la renda mediana per família de 28.750 $. Els homes tenien una renda mediana de 30.625 $ mentre que les dones 20.179 $. La renda per capita de la població era de 14.059 $. Entorn del 2,7% de les famílies i el 10,6% de la població estaven per davall del llindar de pobresa.

## Poblacions properes
El següent diagrama mostra les poblacions més properes.